# Marie-Claire Jamet
Pour les articles homonymes, voir Jamet.
Marie-Claire Jamet est une harpiste française, née le 27 novembre 1933 à Reims. 

## Biographie
Marie-Claire Jamet est la fille de Pierre Jamet, également harpiste.
Considérée comme l'une des principales harpistes du XXe siècle, elle a donné de nombreux concerts dans le monde entier. Ses enregistrements se comptent par dizaines et font souvent référence[réf. nécessaire].
De 1959 à 1978, elle a également été à la tête du Quintette Marie-Claire Jamet, composé d'un flûte, d'un trio à cordes et d'une harpe.
Christian Lardé, José Sanchez, Jacques Dejean, Colette Lequien et Pierre Degenne faisaient partie de cet ensemble réputé qui a laissé de nombreux enregistrements.

## Discographie (partielle)
- Françaix, Haendel, Debussy, Carl-Philipp Emanuel Bach…Récital flûte et harpe. Avec Christian Lardé (flûte). Disque 33 T. Centre international de diffusion artistique, 1977
- Claude Debussy : l'essentiel de son œuvre. Chœurs de l'Opéra de Paris, The London Symphony Orchestra et orchestre de la Radio Suisse italienne. Musidisc Europe, 1977
- Mozart. Deux concertos pour flûte. Avec Christian Lardé. Orchestre sous la direction de Paul Kuentz. CD, Arion, Paris, 1997
- Six danses populaires roumaines. Avec Christian Lardé. CD, Arion, Paris, 1997
- Pièce en forme de habanera. Avec Christian Lardé. CD, Arion Paris, 1997
- Maurice Ravel, collection "Sur les traces de…". CD, Avec Christian Lardé (flûte) et Guy Deplus (clarinette). Orchestre national de Paris, sous la direction de Manuel Rosenthal. Prélude et fugue, Paris (distrib. Fnac), 1999
- Romance : les plus beaux airs classiques pour se détendre. CD, Sony, 2000

## Décorations
- Officière de la Légion d'honneur. Marie-Claire Jamet est chevalier dans l’ordre de la Légion d'honneur depuis le 16 mars 1995, puis officier le 13 juillet 2012.